# Anaspis lindbergi
Anaspis lindbergi là một loài bọ cánh cứng trong họ Scraptiidae. Loài này được Franciscolo miêu tả khoa học năm 1956.